# Iglesias de Roma
Existen más de 900 iglesias en la ciudad de Roma. Desde que el emperador Teodosio I reconoció el cristianismo como religión oficial por medio del Edicto de Tesalónica en 380, el número de iglesias en Roma comenzó a crecer pues esta ciudad se convirtió rápidamente en el centro mundial del cristianismo al ser la residencia del Papa. Durante la Edad Media, muchos edificios del imperio fueron demolidos para construir nuevas iglesias, como el caso del Coliseo, pues muchas partes de este edificio, durante siglos símbolo de la cultura romana, fueron destruidas para dar paso a nuevas catedrales e iglesias. Ya entrado el Renacimiento, antiguas sedes religiosas comenzaron a entrar en la decadencia y fueron derrumbadas, pero en su lugar se edificaron nuevas muestras del arte religioso, cuya máxima expresión se alcanzó a principios del siglo XVII, con la consagración de la Basílica de San Pedro, por el papa Urbano VIII, obra de Bramante y Miguel Ángel.

## Panteón de Agripa

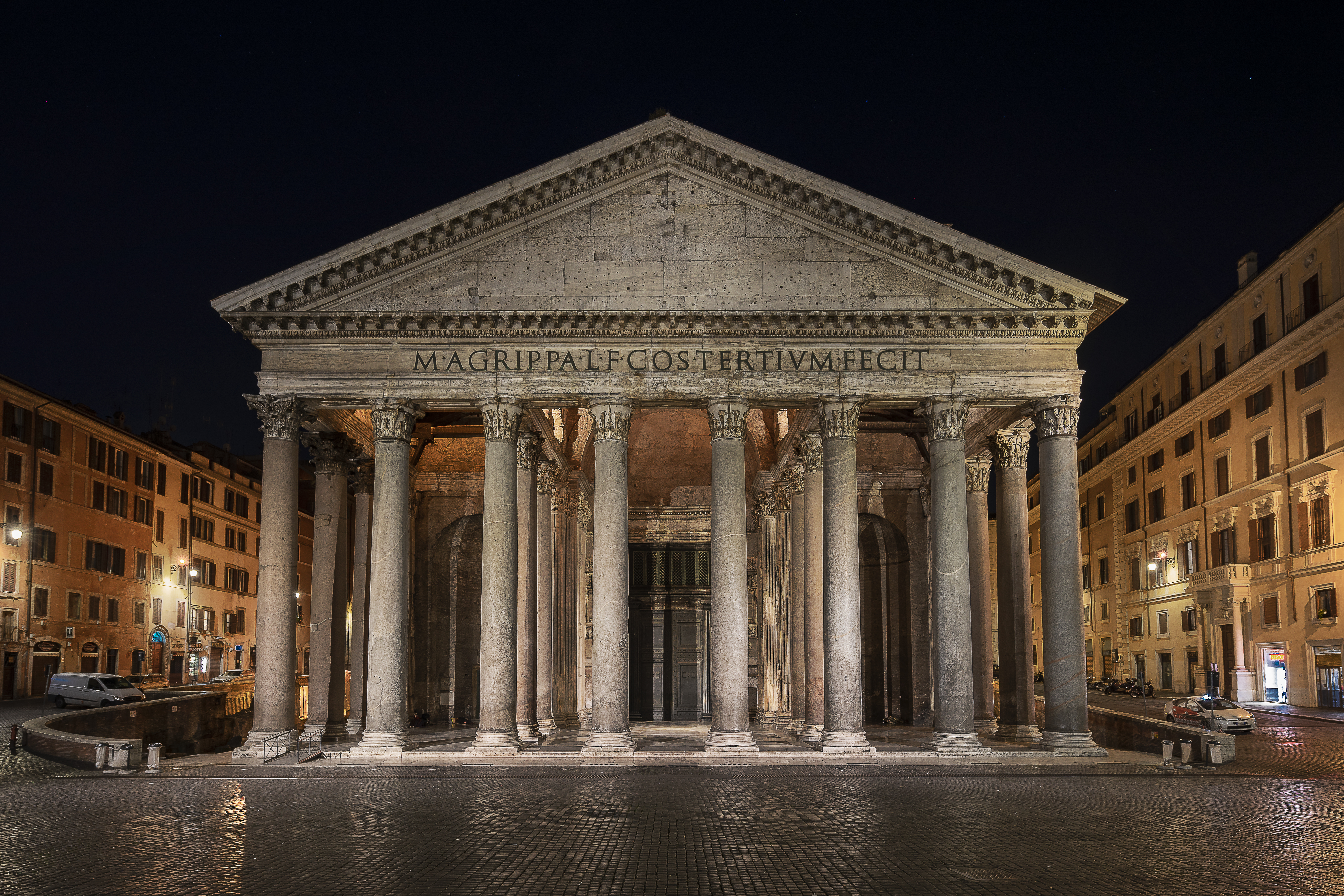
Vista del Panteón de Agripa, con la inscripción de su constructor.

Este edificio es uno de los más antiguos de la ciudad, su nombre significa santísimo, o bien, de los dioses. Fue construido alrededor del año 27 a. C. por Marco Vipsanio Agripa, yerno y uno de los amigos más cercanos de César Augusto. El primitivo edificio tenía forma rectangular y era de dimensiones estrechas, de acuerdo a los planos de la época. Fue hasta el incendio, ocurrido alrededor de 120, cuando el entonces emperador Adriano decidió modificar la estructura del Panteón añadiendo la parte correspondiente al recinto circular. Para esta reedificación, se usaron las columnas de la anterior estructura en el pronaos. Con esta forma el Panteón ha sobrevivido desde el siglo III hasta el presente. Durante las invasiones bárbaras, este edificio fue prácticamente respetado, manteniéndose así exento de los muchos saqueos que asolaron la ciudad en el siglo IV. El Papa Bonifacio IV convirtió este recinto en una iglesia dedicada a los mártires supuestamente ejecutados en su interior, convirtiéndose así en Santa María de los Mártires.
El monumento está compuesto por una cella de forma cilíndrica, que es precedida a su vez por un pronaos de dieciséis columnas, la única parte del edificio original conservada en el nuevo, de las cuales la mitad está colocada en el frente y el resto forma las tres naves. Las columnas miden más de doce metros de altura, son de origen egipcio y su estilo es corintio. El revestimiento interior estaba hecho de bronce, pero por órdenes de Urbano VIII fue retirado para que Gian Lorenzo Bernini pudiese usarlo en la construcción de San Pedro. La altura y el diámetro del edificio son iguales, (43.30 metros). El edificio es rematado por una cúpula, bajo la que se encuentran sepultados Víctor Manuel II de Italia, la esposa del rey Humberto I de Italia, Margarita Teresa de Saboya, Rafael Sanzio y Baldassarre Peruzzi.

## San Juan de Letrán

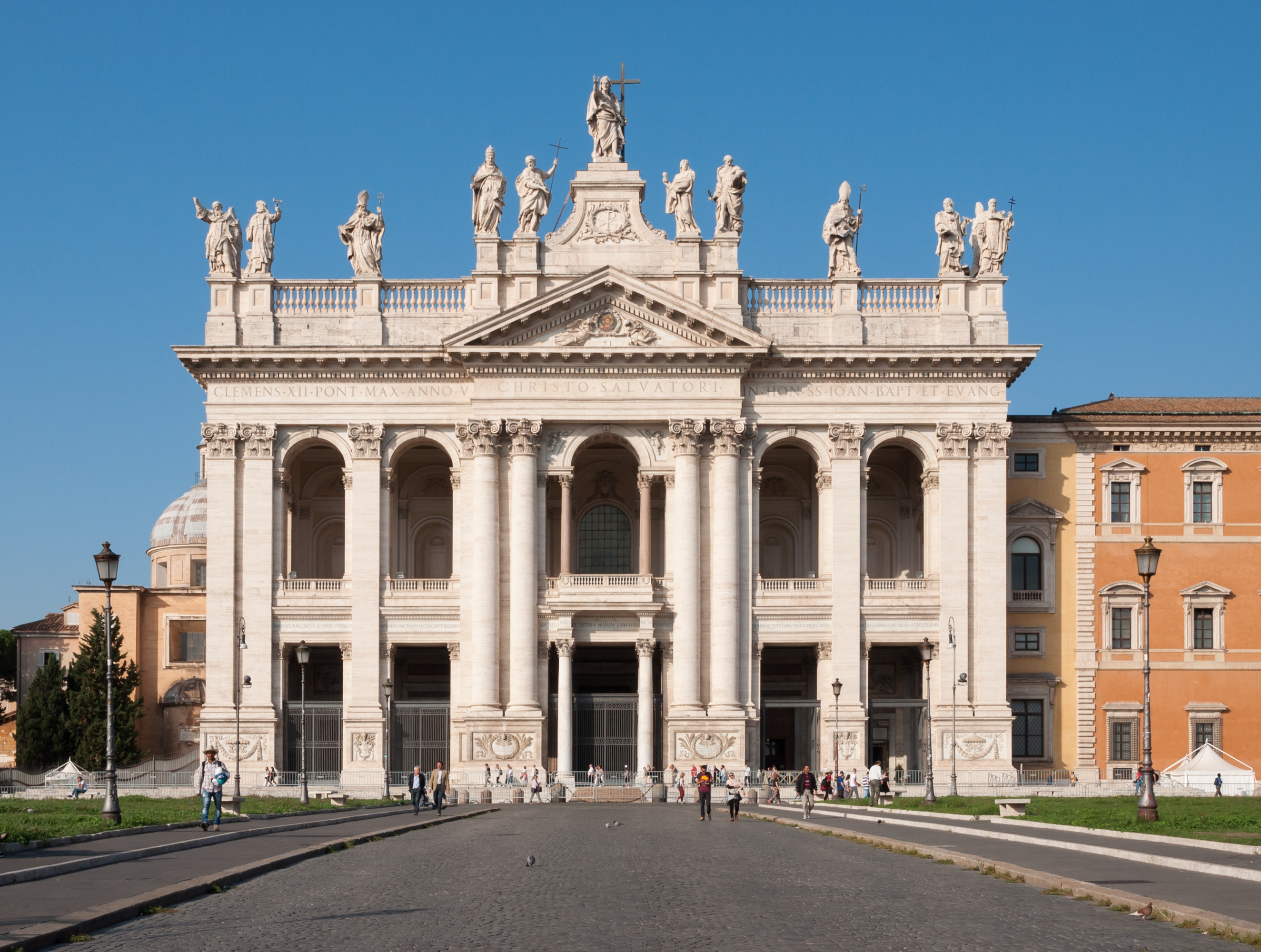
Archibasílica de San Juan de Letrán, fachada

San Juan de Letrán es una de las iglesias más antiguas en el mundo cristiano, y desde el establecimiento del catolicismo como religión oficial, ha mantenido el título de Catedral de Roma, por encima de San Pedro. El nombre de este edificio deriva de la familia Plauzi Laterani, cuya suntuosa residencia se ubicaba en los terrenos de la catedral; esta teoría ha sido confirmada por las excavaciones realizadas en 1992. La primitiva catedral ha sido destruida por completo, primero estuvo dedicada al Salvador y más tarde a los santos Juan Bautista y Juan Evangelista. Los campanarios datan de la Edad Media, y la fachada principal de 1586, construida por Domenico Fontana. Otra de las fachadas fue edificada en 1735 por el florentino Alessandro Galilei, ganador del concurso convocado por Clemente XII, pontífice conocido por su impulso a las artes y ciencias. Esta obra representa la transición en Roma del arte barroco al arte neoclásico. El interior es prácticamente obra de Francesco Borromini, creador de la nave central y las naves laterales, pero que dejó intacta la parte del transepto, edificada en el siglo XIV por  Giovanni di Stefano. Más adelante se encuentra la capilla personal de los Papas, construida en 1588 por orden de Sixto V y conocida también como Sancta Sanctorum. Esta parte alberga una reliquia conocida como Escalera Santa, pues la tradición indica que por ella subió Jesús de Nazaret en el palacio de Poncio Pilatos, durante la Pasión de Cristo, pero recientes estudios han demostrado que data de muchos siglos más adelante y que pertenecía al Palacio de Letrán, pero fue usada para permitir la entrada a la Capilla de San Lorenzo, como se conoce también a la capilla papal. Otra de las reliquias conservadas en San Juan de Letrán es una imagen de Cristo, que supuestamente tiene el poder de alejar calamidades. El claustro de la catedral fue edificado entre 1225 y 1221, por Nicolò y Pietro Vassalletto, expositores del llamado arte cosmatesco en Roma, estilo predominante entre el siglo XII y el siglo XIV.

## San Pablo Extramuros

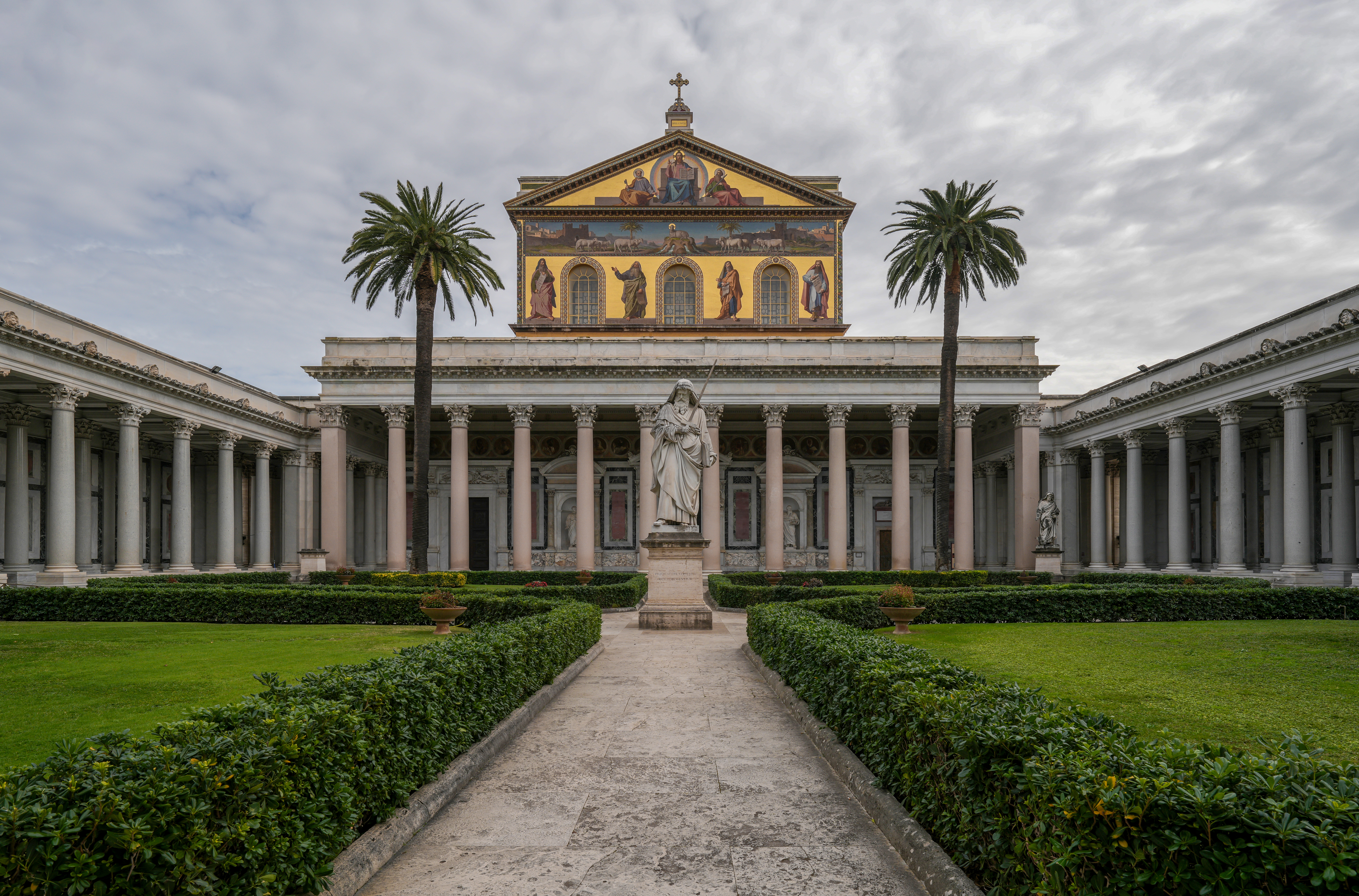
Basílica de San Pablo Extramuros

Esta basílica es la segunda más grande de Roma, sólo superada por el centro mundial del catolicismo, San Pedro. Toma su nombre de Pablo de Tarso, predicador judío mesiánico del siglo I, que según la tradición, está enterrado en el área de esta basílica. La primitiva estructura comenzó a ser edificada en las primeras décadas del siglo IV, por orden de Constantino, quien quería celebrar su victoria sobre Majencio en el Puente Milvio. Valentiniano, Teodosio I y Honorio le hicieron sucesivas reformas. La basílica se mantuvo intacta hasta el siglo XIX, cuando la noche del 15 de julio y parte de la madrugada del 16 de julio de 1823, un incendio destruyó por completo la iglesia, pero, equivalente a lo sucedido siglos atrás con el Panteón, restos de la catedral se usaron en la nueva edificación.
Es a mediados del siglo XIX cuando es construida la nueva Basílica, cuya dirección estuvo a cargo de Gugliemo Calderini, quien edificó el nuevo complejo. Esta basílica tiene una estatua de San Pablo, su cúpula está rematada de frescos decimonónicos. El campanario es de cinco pisos, posee aspecto circular y de estilo romántico. Como todas las basílicas patriarcales, tiene una Puerta Santa, solo abierta en los jubileos de cada veinticinco años. Muchas de sus columnas proceden de la Basílica Emilia. El arco fue construido por orden de León I, pero Pío IX ordenó que se le añadiera su escudo pontifical. En el patio se observan varias estatuas de santos, colocadas para la celebración del Año Santo de 1300.

## San Pedroin Vincoli

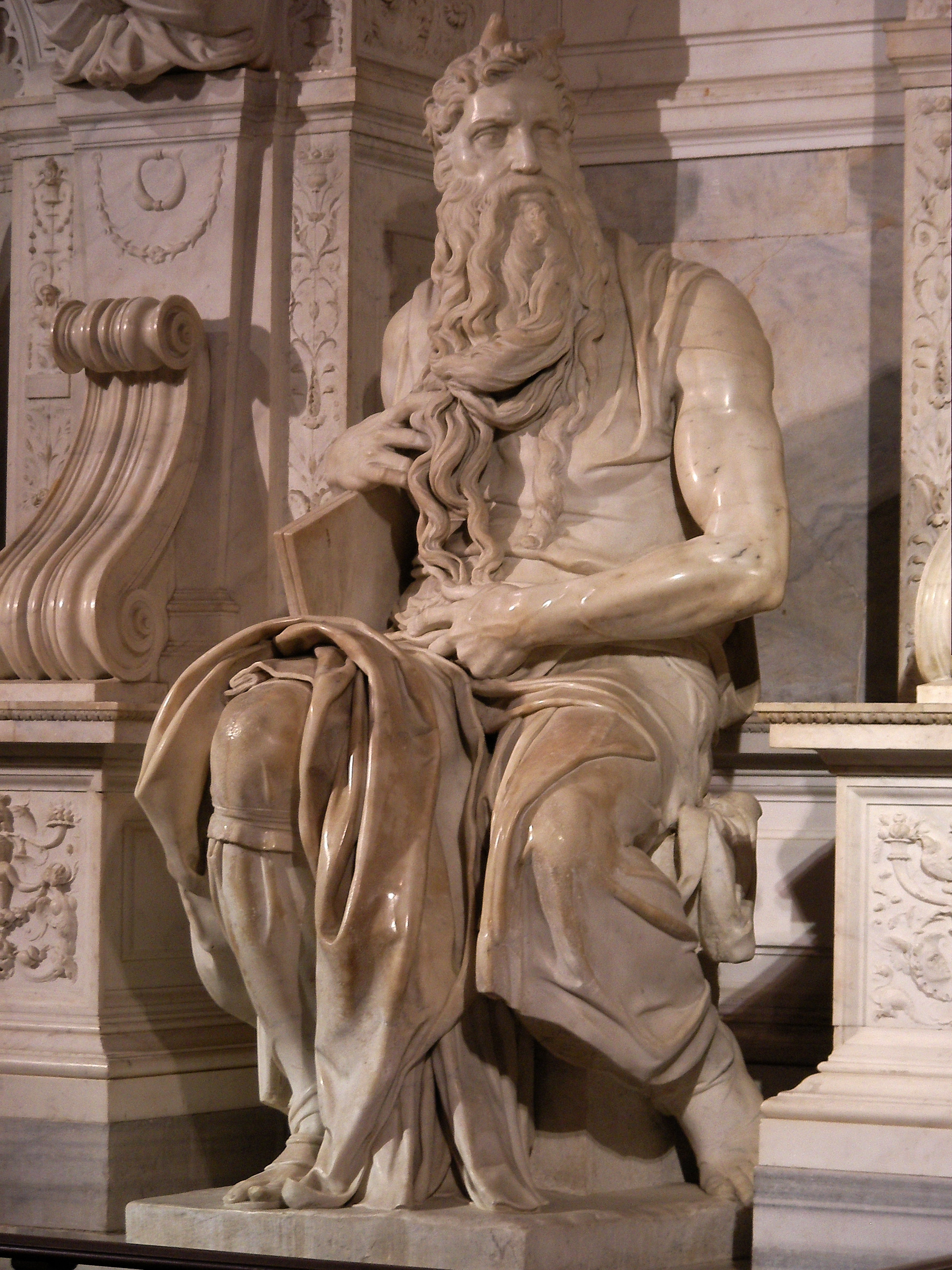
Vista lateral del Moisés de Miguel Ángel, creado ex profeso para la tumba de Julio II en la Basílica de San Pedro in Vincoli.

Conocida también como Basílica Eudoxiana, porque la tradición indica que se edificó por órdenes de la emperatriz Licinia Eudoxia, esposa de Valentiniano III, pues se habían encontrado las cadenas con las que San Pedro fue liberado en Jerusalén. El Papa Adriano I restauró la basílica a fines del siglo VIII y sucesivas reformas se le hicieron en la Edad Media, por órdenes de Julio II, quien ordenó la construcción de la sencilla fachada y de la nave lateral. El techo tiene adornos de fina madera, obra de Francesco Fontana, y en el centro del tejado aparece Fusión milagrosa de las cadenas de Pedro, pintada por Giovanni Batista Parodi.
La iglesia es famosa por albergar la sepultura de Julio II, restaurador de San Pedro in Vincoli. Esta obra fue concebida por Miguel Ángel Buonarroti, en 1513 y fue terminada en 1516, ya en el papado de León X. Su parte más famosa es la estatua de Moisés, una de las grandes expresiones del arte occidental. Existen bocetos para este mausoleo en el Museo del Louvre, en París, mientras que algunas esculturas que fueron desechadas para el proyecto final están hoy día en la Academia de Florencia. En 1956, se descubrieron tumbas de mártires cristianos que datan del siglo II.

## Santa María de Aracoeli
Situada en el Monte Capitolino, esta iglesia fue construida entre el siglo IV y el siglo VII, en una vieja residencia imperial de César Augusto, donde, según la tradición, un ángel anunció al emperador la llegada del Hijo de Dios, de lo que deriva el nombre de la basílica (Ara Coeli). Durante toda la Edad Media, en la decadencia de la primitiva Basílica de San Pedro, Aracoeli fue considerada el centro religioso de la ciudad. Cuenta con una escalinata de 122 peldaños de mármol, desde la base hasta lo alto de la colina se extiende. El interior del edificio religioso está decorado con pinturas de maestros renacentistas como Donatello y Andre Bregno, entre otros.

## Santa Maríain Trastevere

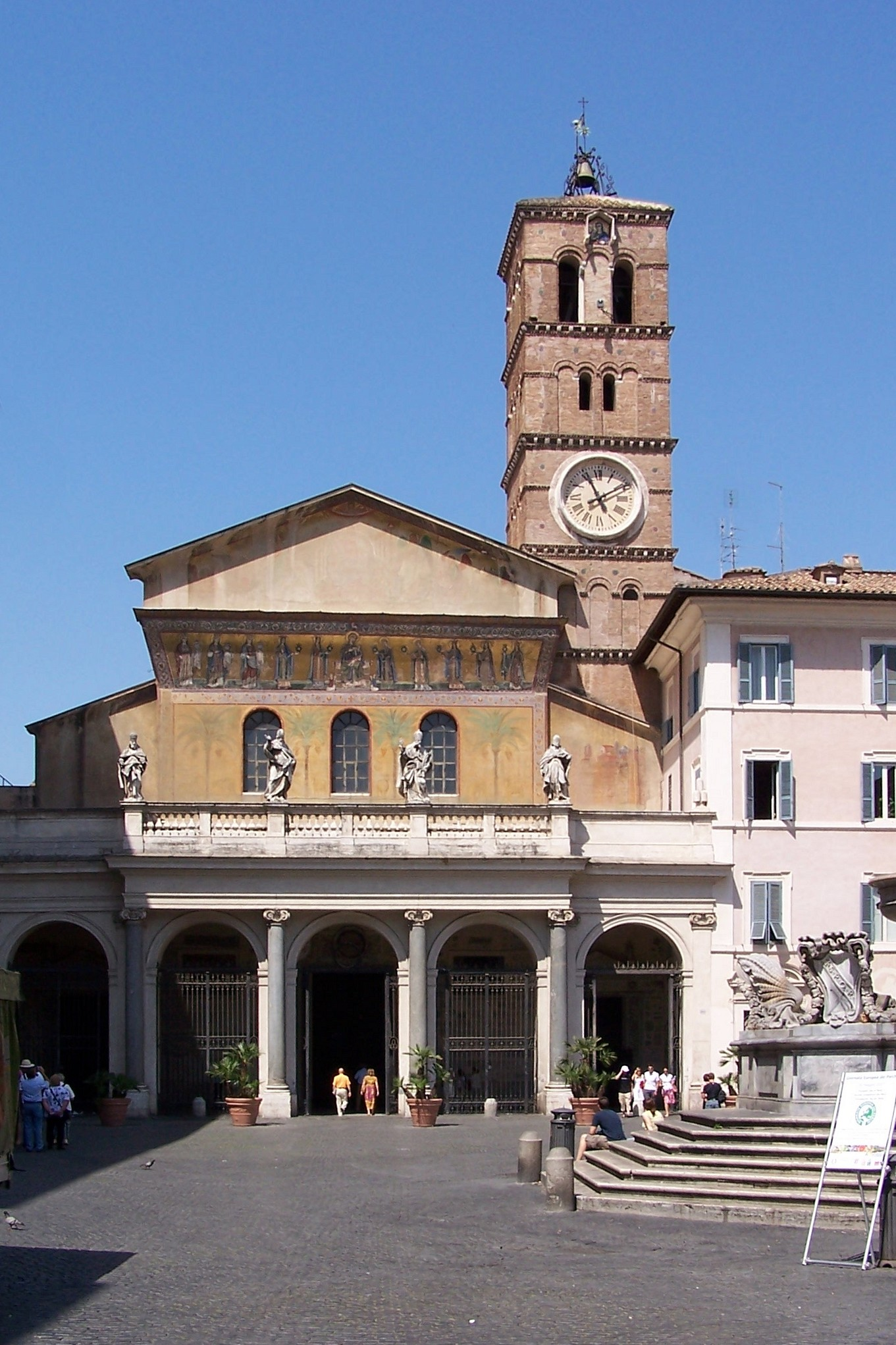
Fachada de Santa María in Trastevere, principal centro romano dedicado al culto de la Virgen María. En esta fotografía se aprecia su fachada.

Primera iglesia de Roma en ser dedicada a la Virgen María, data del siglo IV y se cree fue construida por orden de Julio I. Su primera y única restauración se realizó en 1840, al ser retirados frescos considerados paganos que fueron sustituidos por pinturas de corte religioso. La fachada es del siglo XII, con retoques realizados por Pietro Cavallini, siglos más tarde. Clemente XI ordenó la nueva decoración del pórtico en 1702, por Carlo Ferrara. Las obras de arte gótico que muestra en su interior son del siglo XII, considerado por muchos autores como el período de mayor esplendor de las iglesias romanas, y en su mayoría son de autor anónimo. En las restauraciones llevadas a cabo para el jubileo de 1725, Cavallini añadió frescos titulados como La Vida de la Virgen.

## Sant'Andrea della Valle
Sant'Andrea della Valle o San Andrés del Valle es una basílica de Roma, sede central de la Orden de los Teatinos.
De estilo barroco, fue iniciada en 1591 y en 1622 Maderno completó la Cúpula., que es actualmente la tercera en altura de la ciudad de Roma, tras S. Pedro del Vaticano y la de la Iglesia de los Santos Pedro y Pablo en EUR. San Andrea della Valle fue completamente recubierta en 1625 y consagrada en 1650, pero la fachada quedó desnuda hasta la intervención de Carlo Rainali. Forma parte de las iglesias barrocas de Roma. Es de una vasta nave, con capillas laterales a ambos lados. Contiene los monumentos funerarios de los Papas Pío II y Pío III. Está profusamente decorada al fresco en su nave principal, cúpula y ábside.

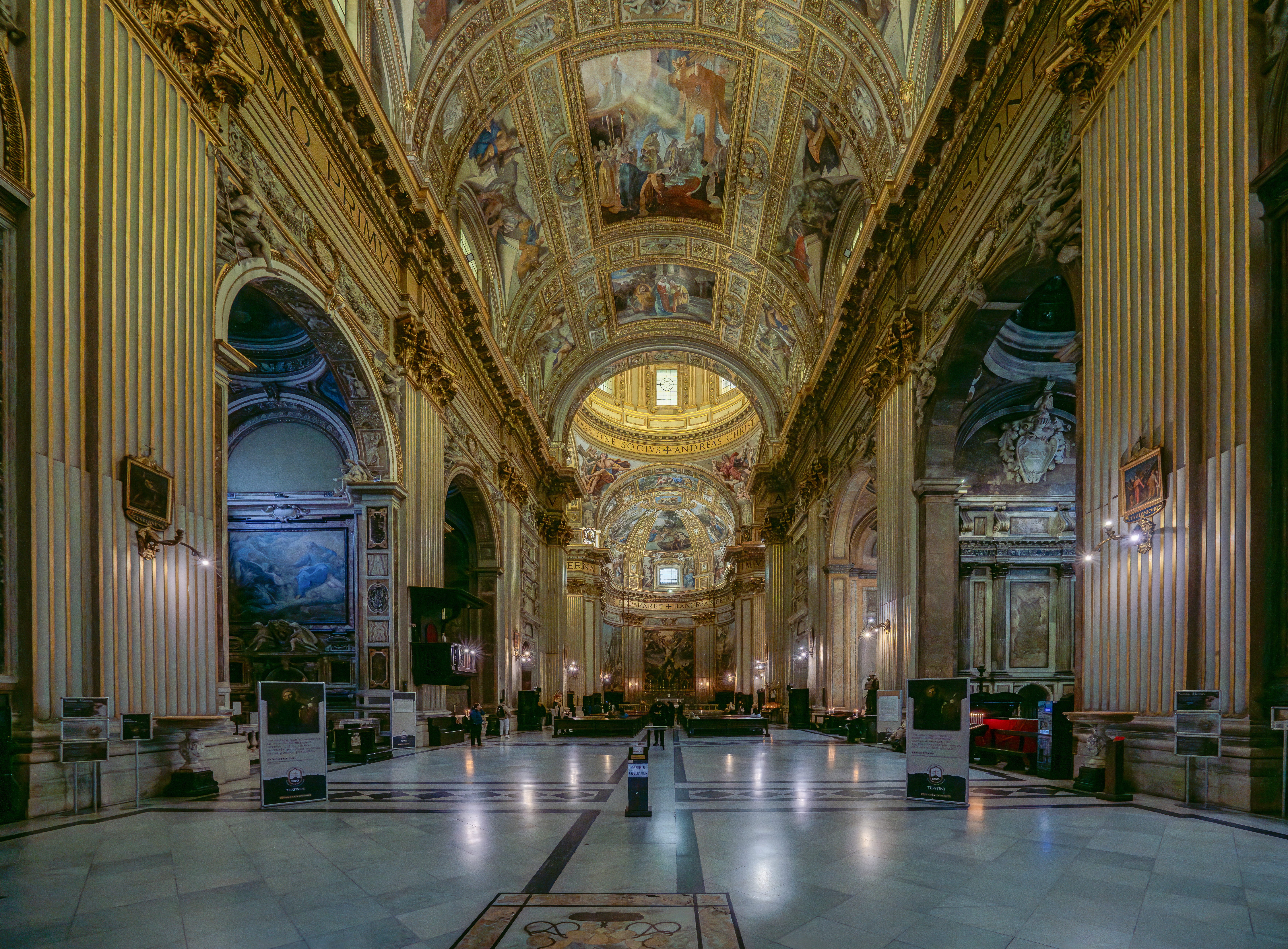
Interior de la Basílica de San Andrés del Valle.